# AICDA
AICDA (англ. Activation induced cytidine deaminase) – білок, який кодується однойменним геном, розташованим у людей на короткому плечі 12-ї хромосоми.  Довжина поліпептидного ланцюга білка становить 198 амінокислот, а молекулярна маса — 23 954.
| 10         |  | 20         |  | 30         |  | 40         |  | 50         |
| ---------- |  | ---------- |  | ---------- |  | ---------- |  | ---------- |
| MDSLLMNRRK |  | FLYQFKNVRW |  | AKGRRETYLC |  | YVVKRRDSAT |  | SFSLDFGYLR |
| NKNGCHVELL |  | FLRYISDWDL |  | DPGRCYRVTW |  | FTSWSPCYDC |  | ARHVADFLRG |
| NPNLSLRIFT |  | ARLYFCEDRK |  | AEPEGLRRLH |  | RAGVQIAIMT |  | FKDYFYCWNT |
| FVENHERTFK |  | AWEGLHENSV |  | RLSRQLRRIL |  | LPLYEVDDLR |  | DAFRTLGL   |

A: Аланін

C: Цистеїн

D: Аспарагінова кислота

E: Глутамінова кислота

F: Фенілаланін

G: Гліцин

H: Гістидин

I: Ізолейцин

K: Лізин

L: Лейцин

M: Метіонін

N: Аспарагін

P: Пролін

Q: Глутамін

R: Аргінін

S: Серин

T: Треонін

V: Валін

W: Триптофан

Кодований геном білок за функцією належить до гідролаз. 
Задіяний у такому біологічному процесі як процесінг мРНК. 
Білок має сайт для зв'язування з іонами металів, іоном цинку. 
Локалізований у цитоплазмі, ядрі.